# Tristerix peytonii
Tristerix peytonii är en tvåhjärtbladig växtart som beskrevs av J. Kuijt. Tristerix peytonii ingår i släktet Tristerix och familjen Loranthaceae. Inga underarter finns listade i Catalogue of Life.